# قری الشام
قری الشام (به عربی: قری الشام) یک روستا در سوریه است که در استان ریف دمشق واقع شده‌است. قری الشام ۱٬۰۶۷ نفر جمعیت دارد.